# 云南木灵藓
云南木灵藓（学名：Orthotrichum callistomum）为木灵藓科木灵藓属下的一个种。